# Polycarpa perstellata
Polycarpa perstellata is een zakpijpensoort uit de familie van de Styelidae. De wetenschappelijke naam van de soort werd in 2003 voor het eerst geldig gepubliceerd door het echtpaar Claude en Françoise Monniot.